# 六部作
六部作（ろくぶさく）は、それぞれ六つに分かれていながら、同じ一つの主題を持つ作品群のこと。ヘキサロジー（英:hexalogy）。

## 実例

### 劇・詩
- 水族館劇場
  - 「亜細亜の戦慄」六部作

### 小説
- ジェームズ・クラベル
  - 「アジアン・サーガ」六部作 - 「King Rat」、「Tai-Pan」、「Shogun」、「Noble House」、「Whirlwind」、「Gai-Jin」

### 映画
- 羽田澄子
  - 「歌舞伎役者 片岡仁左衛門」
- 小林正樹
  - 「人間の條件」

### アニメ
- ブレイク ブレイド劇場版六部作

### 特撮
- ウルトラセブン1999最終章6部作